# 4-я понтонно-мостовая бригада
4-я понтонно-мостовая бригада — соединение инженерных войск Красной Армии во время Великой Отечественной войны. Номер полевой почты — 07216.

## Боевой путь
Бригада сформирована 3 марта 1943 года на  Юго-Западном фронте в составе: управление бригады, рота управления и четыре (26-й, 28-й, 37-й и 101-й) моторизированных понтонно-мостовых батальона.
Боевое крещение бригада получила в Изюм-Барвенковской наступательной операции. В составе Юго-Западного фронта участвовала в Донбасской и Запорожской наступательных операциях. В дальнейшем бригада воевала на 3-м Украинском фронте, 3-м и 2-м Белорусских фронтах. Осенью 1943 года бригада отличилась в боях по освобождению города Днепропетровска, за что ей 25 октября 1943 года Приказом ВГК было присвоено наименование Днепропетровская.  В дальнейшем бригада участвовала в Никопольско-Криворожской, Березнеговато-Снигирёвской, Одесской, Вильнюсской, Восточно-Померанской и Берлинской наступательных операциях. 5 апреля 1945 года бригада была награждена орденом Красного Знамени, 4 июня 1945 года — орденом Кутузова 2-й степени.
С марта 1943 года до конца войны бригадой командовал полковник Баландин К. М.
В июне 1946 года 4-я понтонно-мостовая бригада была расформирована.
За годы войны 7827 воинов бригады были награждены орденами и медалями СССР. Семеро стали Героями Советского Союза:
- Дудка, Николай Николаевич — командир отделения 2-го гвардейского моторизированного понтонно-мостового батальона.
- Замиралов, Павел Васильевич — понтонёр 2-го гвардейского моторизированного понтонно-мостового батальона.[3]
- Зверев, Василий Андреевич — катерист 101-го отдельного моторизированного понтонно-мостового батальона.
- Колчев, Николай Петрович — моторист катера 28-го отдельного моторизованного понтонно-мостового батальона.
- Скворцов, Иван Васильевич  — командир взвода 2-го гвардейского моторизированного понтонно-мостового батальона.[3]
- Топорков, Иван Васильевич — понтонёр 2-го гвардейского моторизированного понтонно-мостового батальона.[3]
- Фурманов, Александр Мефодиевич — командир отделения 2-го гвардейского моторизированного понтонно-мостового батальона.

### Полное почётное наименование
В конце войны полное почётное наименование бригады звучало как: 4-я понтонно-мостовая Днепропетровская Краснознамённая ордена Кутузова бригада. Входившие в состав бригады батальоны имели следующие почётные наименования:
- 2-й гвардейский моторизованный понтонно-мостовой орденов Кутузова и Александра Невского батальон;
- 26-й моторизованный понтонно-мостовой Краснознамённый орденов Суворова и Александра Невского батальон;
- 28-й моторизованный понтонно-мостовой Краснознамённый ордена Суворова батальон;
- 101-й моторизованный понтонно-мостовой Неманский Краснознамённый ордена Александра Невского батальон.